# 마이클 사버
마이클 사버(Michael Sarver, 1981년 3월 28일 ~ )는 미국의 가수로, 《아메리칸 아이돌 시즌 8》의 10위이다.